# Lu You
Lu You (1125–1209) a fost un poet chinez din perioada dinastiei Song.
A scris o lirică bogată (peste 9000 de poezii) și variată tematic, cuprinzând poeme patriotice, de inspirație rurală, cu ecouri din poezia socială a lui Du Fu, poezie erotică ori bahică, inspirată de Li Tai-pe, ce se caracterizează prin limbajul rafinat și expresivitate stilistică.

## Scrieri
- Shu fen ("Mânie")
- Lao ma xing ("Bătrânul cal")
- Hangong qiu ("Toamnă la palatul hanului")
- Nongjia tan ("Suspinele țăranilor")
- Qiuhe ge ("Cântecul secerișului de toamnă")
- Chenyuan ("Grădinile")
- Dui jiu tan ("Suspin după vin")
- Zui ge ("Amețit").

1. 1 2 3  China Biographical Database
2. ↑  Autoritatea BnF, accesat în 10 octombrie 2015